# A3 (Zypern)
Die Autobahn A3 ist eine Autobahn in Zypern. Die Autobahn ist ein Bypass der Stadt Larnaka und läuft dann nach Osten durch das britische Militärgebiet nach Agia Napa. Die Autobahn ist 55 Kilometer lang.

## Straßenbeschreibung
Die A3 beginnt südlich von Larnaka am Flughafen der Stadt und läuft dann vierspurig in einem Bogen um Larnaka. Auf der Westseite kreuzt sie die A5 aus Richtung Limassol und auf der Nordseite kreuzt sie die A2 aus Nikosia. Die Autobahn verläuft dann östlich entlang der Küste, durch das britische Territorium von Dhekelia, es gibt keine Grenzposten. In Agia Napa endet die Autobahn auf der vierspurigen Straße von Agia Napa nach Deryneia.

## Geschichte
Die Autobahn ist zum größten Teil in den 1990er und 2000er Jahren erbaut worden. Es dauerte etwa 10 Jahre, um die Straße in fünf Phasen zu vervollständigen. Die A3 war die erste Ringstraße in Zypern.